# Barbus meridionalis
Barbus meridionalis (tên tiếng Anh là Southern Barbel hoặc Mediterranean Barbel) là một loài cá vây tia thuộc họ Cyprinidae. Loài này có ở Pháp và Tây Ban Nha.
Môi trường sống tự nhiên của chúng là sông ngòi và sông có nước theo mùa. Nó ngày càng hiếm gặp do mất môi trường sống.